# Susanne Mischke
Susanne Mischke, née le 15 août 1960 à Kempten (Allgäu), est une écrivaine, auteure de romans policiers, journaliste, comédienne et scénariste allemande. 

## Biographie
Elle obtient son diplôme d'études secondaires à Kempten en 1981 et entre ensuite au collège des sciences appliquées de Kempten en administration des affaires. Après avoir occupé divers postes dans le secteur de l'informatique et du journalisme, elle publie, en 1994, Stadtluft, un premier roman, intitulé, en 1994, une satire de la vie berlinoise des années 1980.
En 1996, Mordskind, son premier roman policier, obtient un beau succès et l'auteur en tire le scénario du téléfilm policier Paulas Schuld, diffusé en 2001. Elle avait auparavant signé les scénarios de deux épisodes de la série télévisée allemande Alerte Cobra (Alarm für Cobra 11 – Die Autobahnpolizei).
En plus de nombreux romans policiers, elle fait paraître, à partir de 2007, des ouvrages de littérature d'enfance et de jeunesse.
Susanne Mischke vit et travaille près de Hanovre.

## Œuvres

### Romans
- Stadtluft (1994)
- Freeway (1995)
- Mordskind (1996)
- Die Eisheilige (1998)
- Der Mondscheinliebhaber (1999)
- Wer nicht hören will, muss fühlen (2000)
- Schwarz ist die Nacht (2001)
- Die Mörder, die ich rief (2002)
- Das dunkle Haus am Meer (2003)
- Wölfe und Lämmer (2005)
- Liebeslänglich (2006)
- Sau tot (2007)
- Karriere mit Hindernissen (2007)
- Der Tote vom Maschsee (2008)
- Tod an der Leine (2009)
- Totenfeuer (2010)
- Todesspur (2011)
- Töte, wenn Du kannst! (2013)
- Einen Tod musst du sterben (2014)
- Kalte Fährte (2015)

### Ouvrages de littérature d'enfance et de jeunesse
- Nixenjagd (2007)
- WaldesRuh (2009)
- Die schwarze Seele des Engels (2009)
- Zickenjagd (2010)
- RosenGift (2011)
- Röslein stach (2012)
- Schneeweiß, blutrot (2013)

### Recueil de nouvelles
- Mordsweiber (2012)

### Pièce radiophonique
- Die Witwen (1997)